# 12524 Conscience
A 12524 Conscience (ideiglenes jelöléssel 1998 HG103) a Naprendszer kisbolygóövében található aszteroida. Eric Walter Elst fedezte fel 1998. április 25-én.
Nevét Hendrik Conscience (1812 – 1883) flamand író után kapta.